# Ingenuity
Ingenuity (prèviament Mars Helicopter Scout), sobreanomenat Ginny de forma afectiva, és una aeronau d'ala giratòria robòtica per explorar objectius d’interès a Mart i ajudar a planificar la millor ruta de conducció per als futurs rovers de Mart. El 19 d'abril de 2021 es convertí en la primera aeronau de la història en completar amb èxit un vol atmosfèric motoritzat en un cos celeste diferent a la Terra. El petit helicòpter va ser desplegat l'abril del 2021 després de l’amartizatge del rover Perseverance el 18 de febrer de 2021 com a part de la missió de la NASA Mars 2020.

## Història operativa

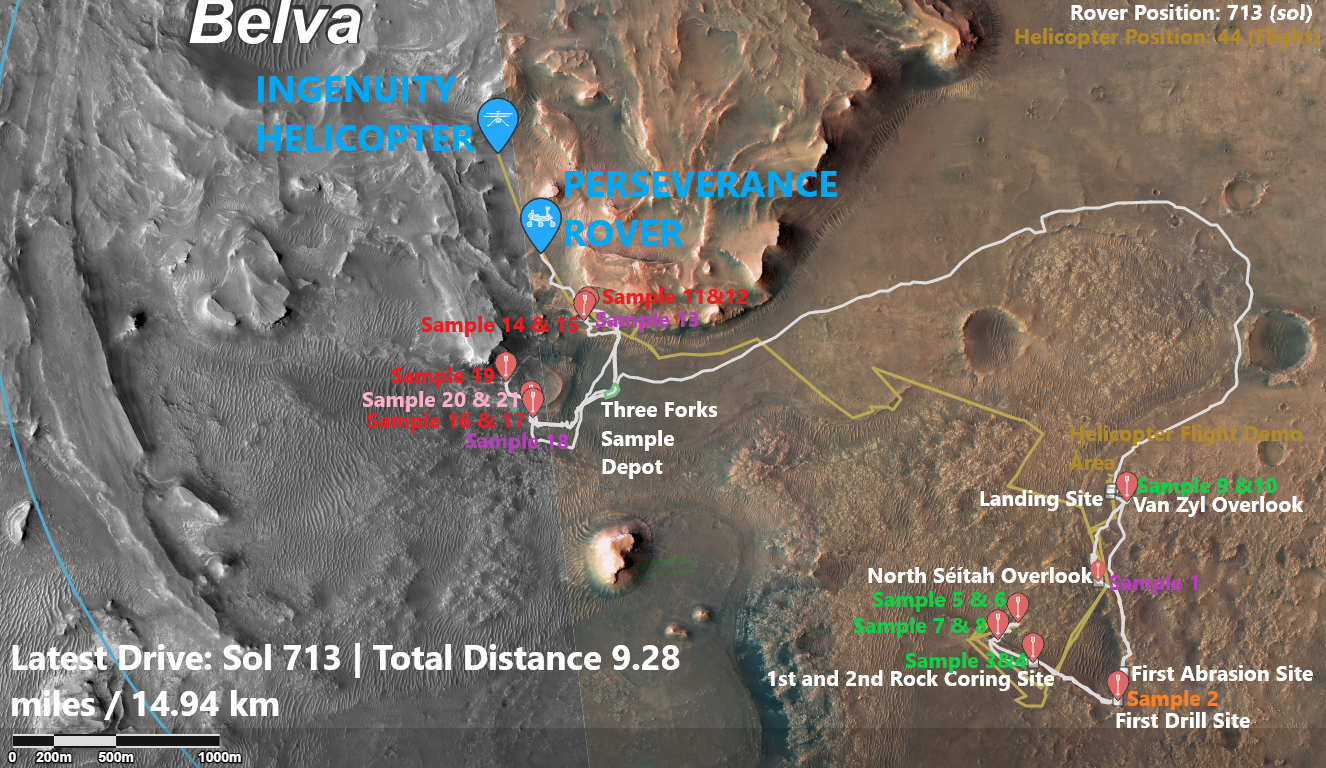
Ruta de vol de l'helicòpter Ingenuity i recorregut de Perseverance que mostren la seua ubicació del dia 30 de maig de 2021.

Perseverance deixà caure la tapa contra impactes que protegia Ingenuity el 21 de març 2021, i l'helicopter es desplegà des de la zona inferior del ròver sobre la superfície marciana el 3 d'abril 2021 Aquell dia l'helicòpter va prendre la primera foto en color del terreny del cràter Jesero.
Les pales del rotor d'Ingenuity es van desbloquejar amb èxit el 8 d'abril de 2021 (sol 48) i es va realitzar una prova de gir del rotor a baixa velocitat girant a 50 rpm.
El 9 d'abril es va intentar fer una prova de gir d'alta velocitat, però va fallar a causa de l'expiració d'un watchdog o mecanisme de control, una mesura per protegir l'helicòpter d'una operació incorrecta en condicions imprevistes.
El 12 d'abril es va anunciar una actualització de programari amb un pedaç per corregir el problema. Com que amb una seqüència d'ordres adaptada hi ha un 85% de probabilitats que funcioni correctament, l'actualització no es va utilitzar. El 17 d'abril de 2021, Ingenuity va superar amb èxit la prova de gir a tota velocitat. La prova va consistir a fer girar les pales del rotor, encara que estant a la superfície, fins a la màxima velocitat a uns 2400 rpm per primera vegada a Mart. Dos dies després que aquesta prova tingués èxit, JPL va volar l'helicòpter per primera vegada.
L'equip d'Ingenuity té previst pilotar l'helicòpter cada dues o tres setmanes fins a finals d'agost del 2021, quan Mart se situarà darrere del Sol, vist des de la Terra.

## Vols
Ha completat amb èxit el primer vol controlat motoritzat per una aeronau en un planeta a més de la Terra, enlairant-se verticalment, planant i aterrant. Amb cinc vols reeixits fins al 7 de maig de 2021, el dron amb bateria funciona com a demostrador de tecnologia per a l’ús potencial de sondes voladores en futures missions a Mart i altres mons i tindrà el potencial d’explorar llocs d’interès i donar suport a la planificació futura de rutes de conducció per a ròvers a Mart.
Els cinc vols s'han realitzat durant una campanya de proves de 30 dies. Cada vol s'ha efectuat a altituds d'entre 3–5 m sobre el terra. En un màxim de temps de 90 segons per vol, ha pogut arribar fins a 50 m, baixar i tornar a la zona inicial. Ha utilitzat el control autònom durant els seus vols curts, tot i que els vols han estat planificats i programats telerobòticament pels controladors del Jet Propulsion Laboratory. S'ha comunicat amb el ròver Perseverance directament després de cada aterratge.
Durant el seu quart vol del 30 d'abril de 2021, Ingenuity també es va convertir en la primera nau interplanetària el so de la qual va ser enregistrada per una altra nau interplanetària, el ròver Perseverance.
Donat que la fase de demostració de tecnologia ha estat un èxit, s'ha aprovat una extensió d'activitats del dron. Aquesta nova fase de demostració d'operacions farà enlairar Ingenuity cada 2 o 3 setmanes fins a finals d'agost de 2021, tot tractant de no entorpir les activitats dels instruments del ròver Perseverance.
Ingenuity porta enganxat un tros de tela de l'ala del Wright Flyer, avió construït pels germans Wright i que volà el 1903, essent el primer vol amb motor controlat a la Terra. Com a homenatge, l'àrea d'enlairament i aterratge d'Ingenuity ha estat anomenada Camp de vol Germans Wright. Abans que Ingenuity aconseguira el primer vol motoritzat en un altre planeta, el primer vol a un altre planeta va ser un vol en globus no motoritzat a Venus, de la nau soviètica Vega 1 el 1985.
MiMi Aung és la líder del projecte. Altres col·laboradors inclouen AeroVironment Inc., el Centre d'Investigació Ames de la NASA i el Langley Research Center de la NASA.

## Llista dels vols
| Vol num. | Data (UTC) (Sol)                                                                                                 | Durada (segons) | Alçada màxima (metres/peus) | Distància horitzontal (metres/peus)        | Màxima velocitat   | Ruta de vol | Resum | Resum |
| -------- | --- | --------------- | --------------------------- | ------------------------------------------ | ------------------ | --- | --- | --- |
| 1        | 19 abril 2021 a les 07:34 (Sol 58)                                                                               | 39.1            | 3 m (9.8 ft)                | 0 m (0 ft)                                 | 0 m/s (0 mph)      | Enlairament vertical, planatge estacionari, aterratge | Resultat: Èxit - Comença la fase de demostració de tecnologia - Enlairament fins a una alçada de 3,0 m - Planant - Girant a la dreta en el seu lloc (desviació de 0 a + 90 °) - Aterratge | Resultat: Èxit - Comença la fase de demostració de tecnologia - Enlairament fins a una alçada de 3,0 m - Planant - Girant a la dreta en el seu lloc (desviació de 0 a + 90 °) - Aterratge |
| 2        | 22 abril 2021 a les 09:33 (Sol 61)                                                                               | 51.9            | 4.9 m (16 ft)               | 4.3 m (14 ft)                              | 0.5 m/s (~1 mph)   | Enlairament vertical, planatge, desplaçament cap a l'oest, planatge, retorn, planatge, aterratge                                                                        | Resultat: Èxit - S'inicia moviment horitzontal amb una velocitat màxima de 0,5 m/s després de l'enlairament fins a una alçada de 4,9 m - S'atura moviment horitzontal - Es prenen imatges amb la càmera de color horitzontal - Es gira en sentit antihorari al lloc (desviament des de + 90° a 0° a -90° a -180°, en 3 passos) - Aterratge al mateix lloc d’enlairament després de moure's - Compensació per vent lateral | Resultat: Èxit - S'inicia moviment horitzontal amb una velocitat màxima de 0,5 m/s després de l'enlairament fins a una alçada de 4,9 m - S'atura moviment horitzontal - Es prenen imatges amb la càmera de color horitzontal - Es gira en sentit antihorari al lloc (desviament des de + 90° a 0° a -90° a -180°, en 3 passos) - Aterratge al mateix lloc d’enlairament després de moure's - Compensació per vent lateral |
| 3        | 25 abril 2021 a les 11:31 (Sol 64)                                                                               | 80              | 5.2 m (17 ft)               | 100 m (330 ft)                             | 2 m/s (~4.5 mph)   | Enlairament vertical, planatge, desplaçament cap al nord amb velocitat màxima de 2 m/s, planatge, retorn, planatge, aterratge                                           | Resultat: Èxit - Comença moviment horitzontal amb velocitat màxima de 2,0 m/s en lloc de 0,5 m/s mantenint gairebé la mateixa alçada a la qual es volava en el segon vol - Aterratge al mateix lloc d’enlairament després de fer un viatge d’anada i tornada d'uns 50 m al nord del lloc d’enlairament | Resultat: Èxit - Comença moviment horitzontal amb velocitat màxima de 2,0 m/s en lloc de 0,5 m/s mantenint gairebé la mateixa alçada a la qual es volava en el segon vol - Aterratge al mateix lloc d’enlairament després de fer un viatge d’anada i tornada d'uns 50 m al nord del lloc d’enlairament |
| 4        | Primera prova sense èxit el 29 Abril 2021 a les 14:12Segona prova amb èxit el 30 Abril 2021 a les 14:49 (Sol 69) | 117             | 4.9 m (16 ft)               | 266 m (873 ft)                             | 3.5 m/s (~8 mph)   | Enlairament vertical, planatge, desplaçament cap al sud amb velocitat màxima de 3,5 m/s, planatge, retorn, planatge, aterratge                                          | Resultat: Èxit - Comença moviment horitzontal amb velocitat màxima de 3,5 m/s en lloc dels 2,0 m/s anteriors, mantenint gairebé la mateixa altura a la qual es volava en el segon vol - Aterratge al mateix lloc d’enlairament després d’haver fet un viatge d’anada i tornada fins a 133 m al sud del lloc d’enlairament - Obtenció d'imatges en blanc i negre per a cada 1,2 m mentre viatja entre els 84 m i els 133 m i es fan imatges en color mentre plana en el punt a 133 m abans de tornar al lloc d’enlairament per crear un mapa 3D. - Serà la primera nau espacial interplanetària la veu de la qual va ser escoltada i enregistrada per una altra nau espacial interplanetària, Perseverance             | Resultat: Èxit - Comença moviment horitzontal amb velocitat màxima de 3,5 m/s en lloc dels 2,0 m/s anteriors, mantenint gairebé la mateixa altura a la qual es volava en el segon vol - Aterratge al mateix lloc d’enlairament després d’haver fet un viatge d’anada i tornada fins a 133 m al sud del lloc d’enlairament - Obtenció d'imatges en blanc i negre per a cada 1,2 m mentre viatja entre els 84 m i els 133 m i es fan imatges en color mentre plana en el punt a 133 m abans de tornar al lloc d’enlairament per crear un mapa 3D. - Serà la primera nau espacial interplanetària la veu de la qual va ser escoltada i enregistrada per una altra nau espacial interplanetària, Perseverance |
| 5        | 7 maig 2021 a les 19:26 (Sol 76)                                                                                 | 108             | 10 m (33 ft)                | 129 m (423 ft)                             | 2 m/s (~4.5 mph)   | Enlairament vertical, planatge, desplaçament cap al sud amb una velocitat màxima de 3,5 m/s, pujada a 10 m, planatge, aterratge en aquell punt                          | Resultat: Èxit - Primer vol sense retorn al lloc de sortida inicial. Aterratge en un lloc nou - Puja fins a 10 m sobre el nou lloc d’aterratge - Finalització de la fase de demostració de tecnologia | Resultat: Èxit - Primer vol sense retorn al lloc de sortida inicial. Aterratge en un lloc nou - Puja fins a 10 m sobre el nou lloc d’aterratge - Finalització de la fase de demostració de tecnologia |
| 6        | 22 maig 2021 a les 5:20 (Sol 91)                                                                                 | 140             | 10 m (33 ft)                | 215 m (705 ft)                             | 4 m/s (~9 mph)     | Enlairament vertical, desplaçament cap al sud-oest durant uns 150 m, desplaçament cap al sud uns 15 m, vol aproximadament 50 m cap al nord-est, aterrant en aquest punt | Resultat: Majoritàriament reeixit - Comença una nova fase de demostració d'operacions després de la fase de demostració de tecnologia - Recopila imatges estèreo en color d'un lloc d'interès per ajudar a demostrar el valor d'una perspectiva aèria per a futures missions - Aconsegueix una velocitat respecte a terra màxima de 4 m/s - Primer vol en què l’helicòpter va aterrar en un camp d’aviació que no va inspeccionar des de l’aire durant una missió anterior. Aterratge en un lloc nou - Primera anomalia en vol, que va conduir a l'aterratge de l'aeronau a 5 m de l’aeròdrom C. | Resultat: Majoritàriament reeixit - Comença una nova fase de demostració d'operacions després de la fase de demostració de tecnologia - Recopila imatges estèreo en color d'un lloc d'interès per ajudar a demostrar el valor d'una perspectiva aèria per a futures missions - Aconsegueix una velocitat respecte a terra màxima de 4 m/s - Primer vol en què l’helicòpter va aterrar en un camp d’aviació que no va inspeccionar des de l’aire durant una missió anterior. Aterratge en un lloc nou - Primera anomalia en vol, que va conduir a l'aterratge de l'aeronau a 5 m de l’aeròdrom C. |
| 7        | 8 juny 2021 a les 15:54 (Sol 107)                                                                                | 62.8            | ~3 m (9.8 ft)               | 106 m (348 ft)                             | 4 m/s (~9 mph)     | Al sud fins a un nou punt d’aterratge | Resultat: Èxit - Recopila imatges estèreo en color d'un lloc d'interès per ajudar a demostrar el valor d'una perspectiva aèria per a futures missions - Aconsegueix una velocitat de terra màxima de 4 m/s - Segon vol en què l’helicòpter va aterrar en un camp d’aviació que no va inspeccionar des de l’aire durant una missió anterior. Aterratge en un lloc nou | Resultat: Èxit - Recopila imatges estèreo en color d'un lloc d'interès per ajudar a demostrar el valor d'una perspectiva aèria per a futures missions - Aconsegueix una velocitat de terra màxima de 4 m/s - Segon vol en què l’helicòpter va aterrar en un camp d’aviació que no va inspeccionar des de l’aire durant una missió anterior. Aterratge en un lloc nou |
| 8        | 22 juny 2021 (Sol 120)                                                                                           | 77.4            | 10 m (33 ft)                | 160 m (520 ft) Anada                       | 4 m/s (~9 mph)     | Al sud per aterrar al Camp d'Aviació E | Resultat: ÈxitIngenuity volà 160 m (520 ft) cap al sud per aterrar al Camp d'Aviació E, a uns 133.5 m (438 ft) del ròver Perseverance. | Resultat: ÈxitIngenuity volà 160 m (520 ft) cap al sud per aterrar al Camp d'Aviació E, a uns 133.5 m (438 ft) del ròver Perseverance. |
| 9        | 5 juliol 2021 a les 9:03 (Sol 133)                                                                               | 166.4           | 10 m (33 ft)                | 625 m (2,050 ft) Anada                     | 5 m/s (~11 mph)    | Moviment cap al sud-oest cap al Camp d'Aviació F 18° 25′ 41″ N, 77° 26′ 44″ E / 18.42809°N,77.44545°E                                                                   | Resultat: Èxit Ingenuity va volar una longitud rècord de 625 m (2.050 peus) al sud-oest, sobre la "Séítah", una regió científicament interessant, a una velocitat rècord de 5 metres per segon. Va ser un vol molt arriscat, que va tensionar el sistema de navegació que suposava un terreny pla mentre Séítah té dunes de sorra desiguals. Això es va mitigar parcialment amb l'helicòpter sobrevolant més lentament les regions més difícils del vol. Aquests errors es van acumular i causaren que l’helicòpter aterrara a 47 m (154 peus) del centre del camp d’aviació de 50 m (160 peus) de radi. Aquest vol va fer que la distància recorreguda d’Ingenuity superés de nou la posició del ròver Perseverance. | |
| 10       | 24 juliol 2021 a les 21:07 (Sol 152)                                                                             | 165.4           | 12 m (39 ft)                | 233 m (764 ft) amb canvis de direcció      | 5 m/s (~11 mph)    | Trajectòria circular cap al sud i l'oest sobre Raised Ridges (Crestes Elevades) fins a l'aeròdrom G 18° 25′ 41″ N, 77° 26′ 37″ E / 18.42808°N,77.44373°E                | Ingenuity va girar cap al sud i l'oest sobre Raised Ridges, un altre lloc de recerca prospectiu a Mart. A diferència de l’últim vol, està previst visitar Perseverance. Ingenuity volà una distància total de 233 m (764 peus) passant pels deu punts de control, inclosos l'enlairament i l’aterratge, a una alçada rècord de 12 m (39 peus). Es van prendre imatges en color d'alta resolució en els punts de control per al futur estudi de Ridges Ridges (Crestes Elevades). | |
| 11       | 5 agost 2021 a les 4:53 (Sol 164)                                                                                | 130.9           | 12 m (39 ft)                | 383 m (1,257 ft)                           | 5 m/s (~11 mph)    | Moviment cap al nord-oest de 383 m (1,257 ft) per aterrar a l'aeròdrom H 18° 25′ 58″ N, 77° 26′ 21″ E / 18.43278°N,77.43919°E                                           | Aquest vol estava pensat inicialment com un vol de transició per traslladar Ingenuity des del seu punt d’aterratge després del 10è vol a un lloc on pot donar suport a les futures exploracions científiques del ròver Perseverance en la regió del sud de Séítah, una zona geològicament interessant. | |
| 12       | 16 d'agost 2021 a les 12:57 (Sol 174)                                                                            | 169             | 10 m (33 ft)                | ~450 m (1,480 ft) Viatge d'anada i tornada | 5 m/s (~11 mph)    | Moviment cap a l'est-nord-est uns 235 m (771 ft) i retorn al lloc anterior                                                                                              | Ingenuity va volar cap a l'est-nord-est uns 235 m (771 ft). A continuació, es va desplaçar cap al costat 5 m (16 ft) per obtenir imatges paral·leles que es puguin convertir en una imatge 3D. A continuació, l’helicòpter es desplaçà cap enrere cap al punt original mentre apunta la càmera sempre en la mateixa direcció. JPL planejava prendre 10 imatges en color per ajudar els científics de Perseverance a decidir quines roques serien dignes de més estudi. | |
| 13       | 5 setembre 2021 a les 00:10 (Sol 193)                                                                            | 161             | 8 m (26 ft)                 | ~210 m (690 ft) Viatge d'anada i tornada   | 3.3 m/s (~7.3 mph) | Anada i tornada al nord-est durant aproximadament 105 m (344 ft), va aterrar de nou prop de l'Aeròdrom H 18° 25′ 58″ N, 77° 26′ 21″ E / 18.43268°N,77.43924°E           | El viatge d'anada i tornada va ser d'uns 105 m (344 ft) cap al nord-est i cap enrere. El vol es va concentrar en una línia de cresta particular i afloraments al sud de Séítah. | |

### Experiència de vol
| Propietar de vol     | Des del desplegament (3 d'abril de 2021 / Sol 43) | Fase de demostració tècnica | Fase de demostració d'operacions | % de treballs realitzats per sobre de la demostració tècnica |
| -------------------- | ------------------------------------------------- | --------------------------- | -------------------------------- | ------------------------------------------------------------ |
| Sols aconseguits     | 131                                               | 30                          | 101                              | 309%                                                         |
| Nombre de vols       | 11                                                | 5                           | 6                                | 120%                                                         |
| Distància de vol (m) | 2.22 km (1.38 mi)                                 | 0.49 km (0.30 mi)           | 1.72 km (1.07 mi)                | 345%                                                         |
| Temps de vol (s)     | 1139 s (18 min 59 s)                              | 396 s                       | 743 s                            | 187%                                                         |

### Imatges
El 5 d'agost 2021, s'havien publicat 1193 imatges en blanc i negre i 62 en color obtingudes per Ingenuity".

## Homenatges als germans Wright
Algunes persones de la NASA i del Jet Propulsion Laboratory van descriure el primer vol d'Ingenuity com el seu "moment dels germans Wright", per analogia amb el primer vol d'avió amb èxit a la Terra. Un petit tros de la tela de l'ala del Wright Flyer dels germans Wright de 1903 està connectat a un cable sota el panell solar d'Ingenuity. El 1969, Neil Armstrong, de l'Apollo 11, va portar un artefacte de Wright Flyer similar a la Lluna a l'Àguila del mòdul lunar.
La NASA va designar "Camp de vol Germans Wright", la primera pista d’enlairament i aterratge d’Ingenuity, a la qual l’agència de l’ONU l'Organització de l'Aviació Civil Internacional va donar el Codi d'aeroports OACI JZRO per al cràter Jezero, i el dron mateix un designador de tipus IGY, signe de trucada INGENUITY.

## Desenvolupament
El 2014, el Jet Propulsion Laboratory de la NASA i AeroVironment van publicar el disseny conceptual perquè un helicòpter explorador acompanyara un rover. A mitjan 2016, van sol·licitar 15.000.000$ per mantenir el desenvolupament de l’helicòpter. Al desembre de 2017, els models d’enginyeria del vehicle ja s'havien començat a provar en una atmosfera marciana simulada, i hi havien models en proves a l’Àrtic, però la seva inclusió a la missió encara no s'havia aprovat ni finançat. El pressupost federal dels Estats Units, anunciat el març del 2018, proporcionava 23 milions de dòlars americans per a l'helicòpter durant un any i es va anunciar l’11 de maig de 2018 que l’helicòpter es podria desenvolupar i provar a temps per ser inclòs a la missió Mars 2020. L'helicòpter va ser sotmès a proves dinàmiques de vol i entorns, i es va muntar a la part inferior del rover Perseverance a l'agost del 2019. La seva massa és de poc menys d’1,8 kg i el JPL ha especificat que està previst que tinga una vida útil de 5 vols per Mart. L’helicòpter va ser nomenat per Vaneeza Ruppani, una estudiant la Tuscaloosa County High School a Northport, Alabama, que va presentar un assaig al concurs de la NASA "Name the Rover". La NASA ha invertit uns 80 milions de dòlars per construir l’Ingenuity i uns 5 milions de dòlars per operar-lo.

## Galeria

### Imatges preses perIngenuity

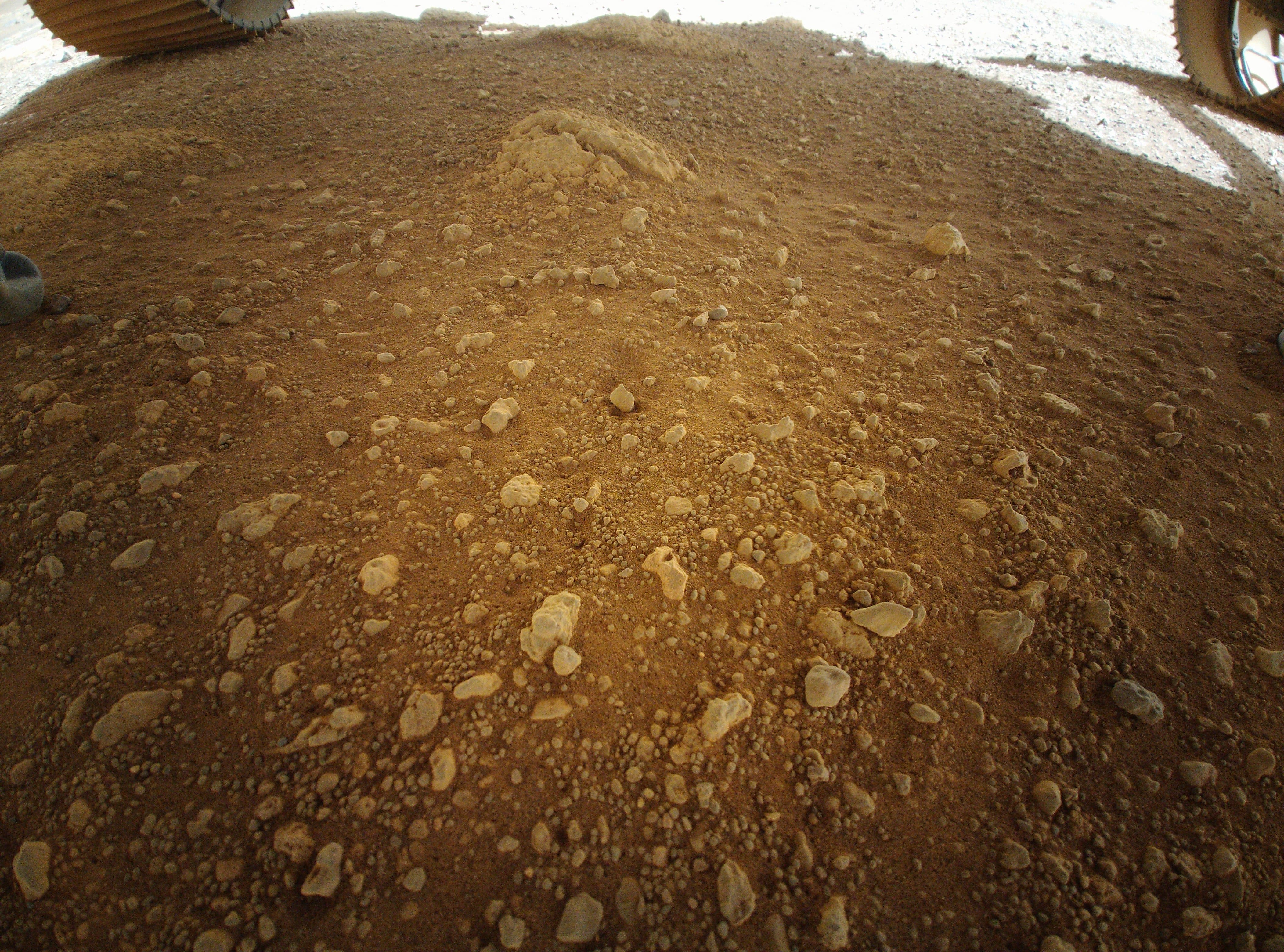
Primera fotografia a color (4 d'abril 2021)
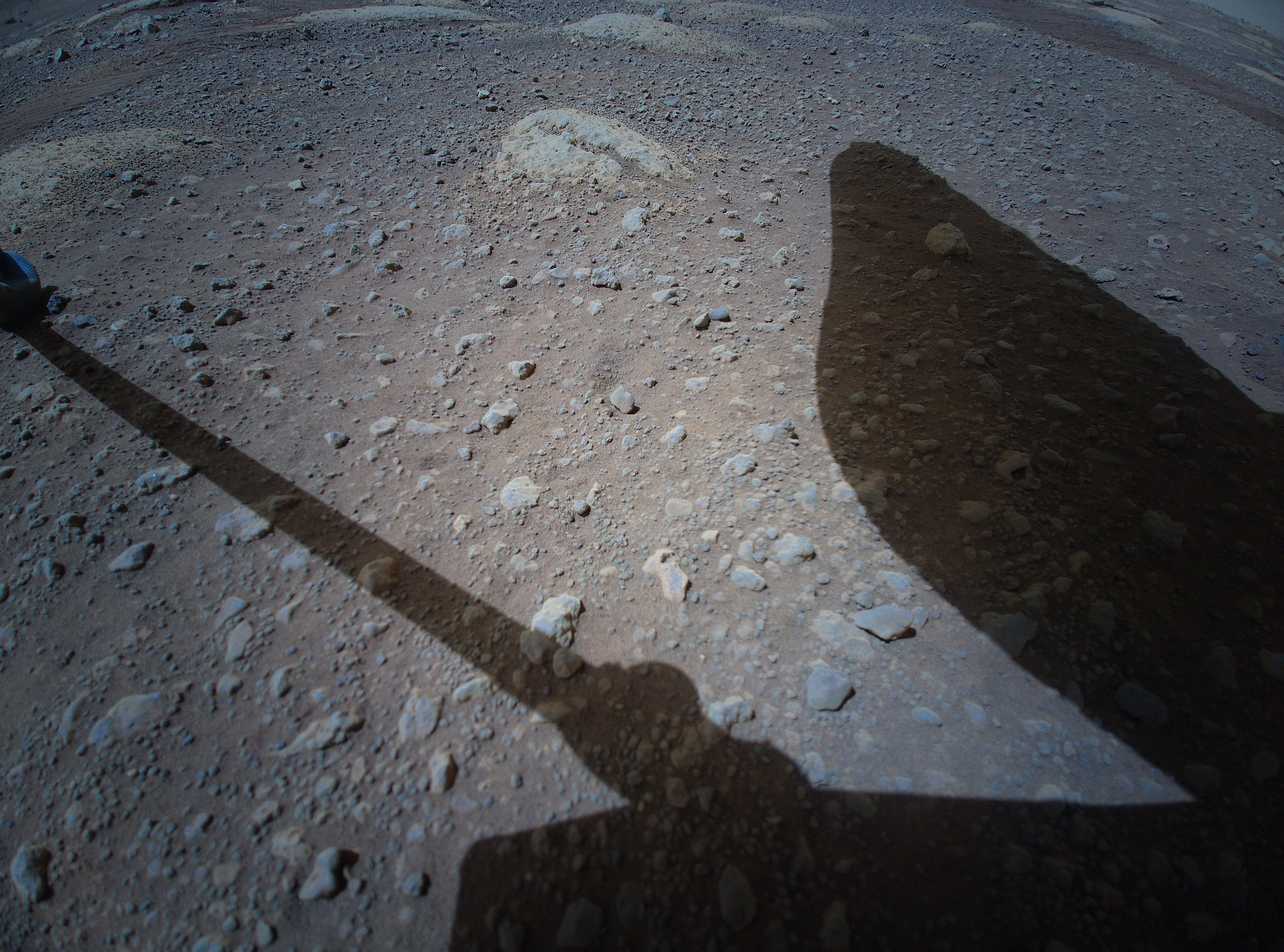
Ombra d'Ingenuity mentre està al sòl (6 d'abril 2021)
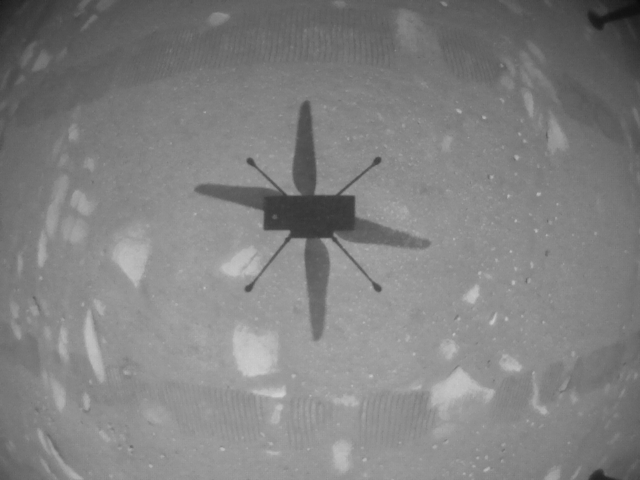
Primera imatge aèria (19 d'abril 2021)
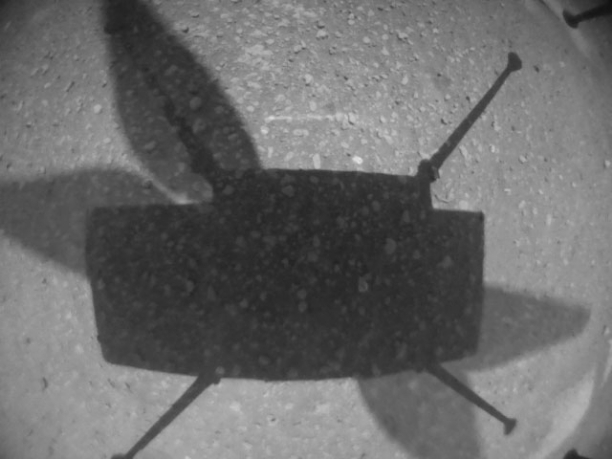
Aterratge del primer vol (19 d'abril 2021)
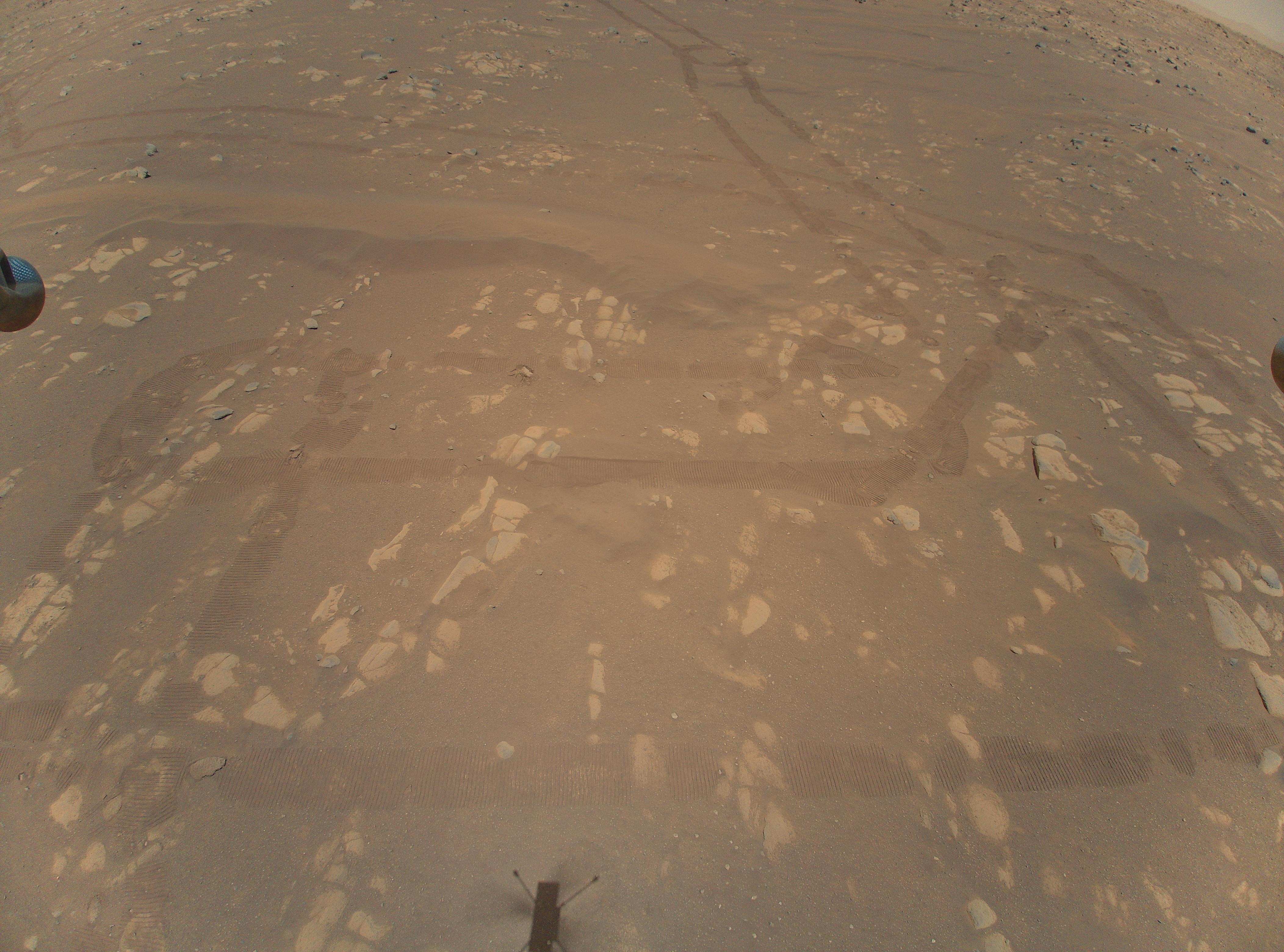
Primera imatge aèria a color (22 d'abril 2021)
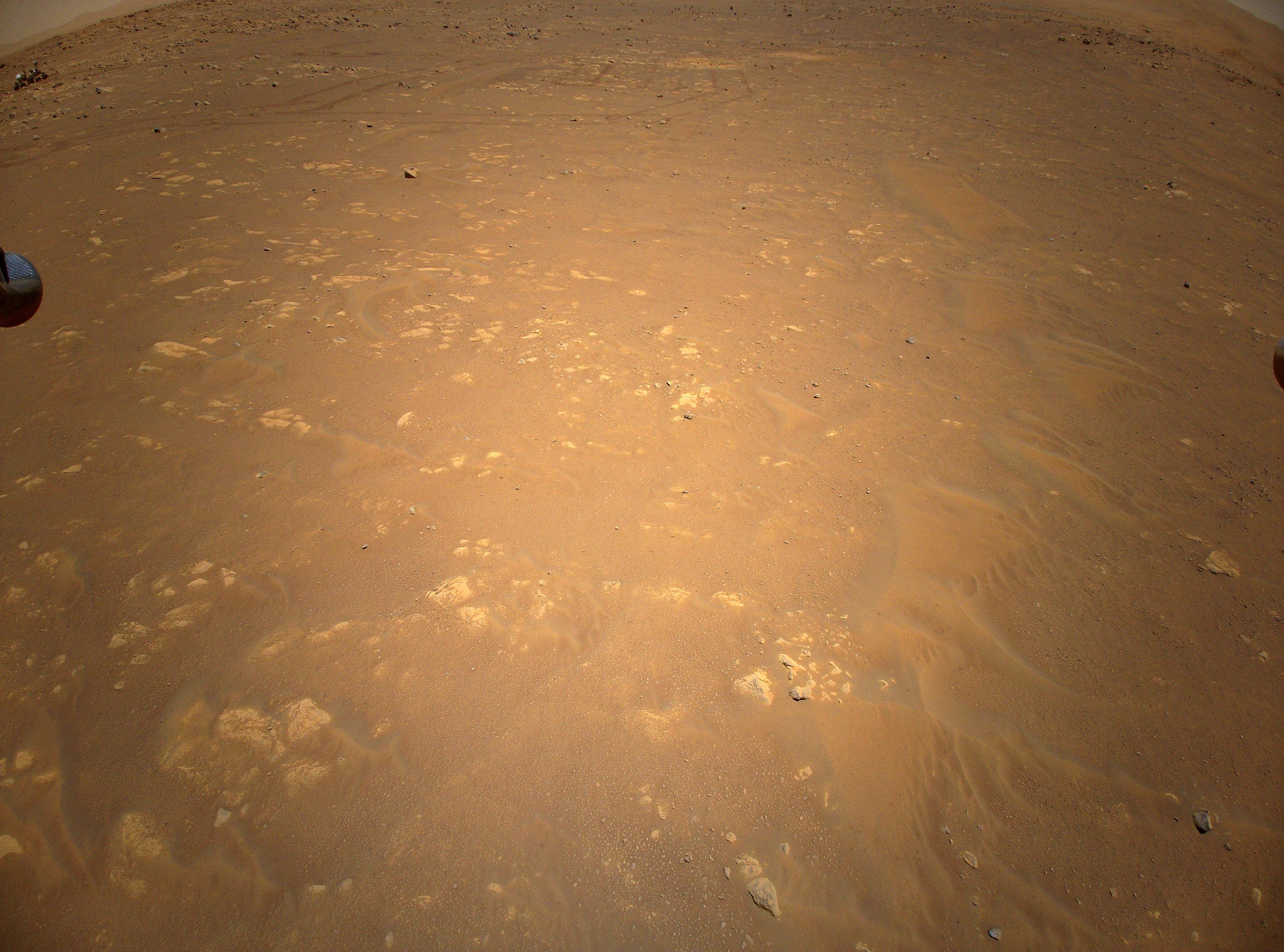
Imatge aèria del tercer vol amb Perseverance al fons a l'esquerra (25 d'abril 2021)
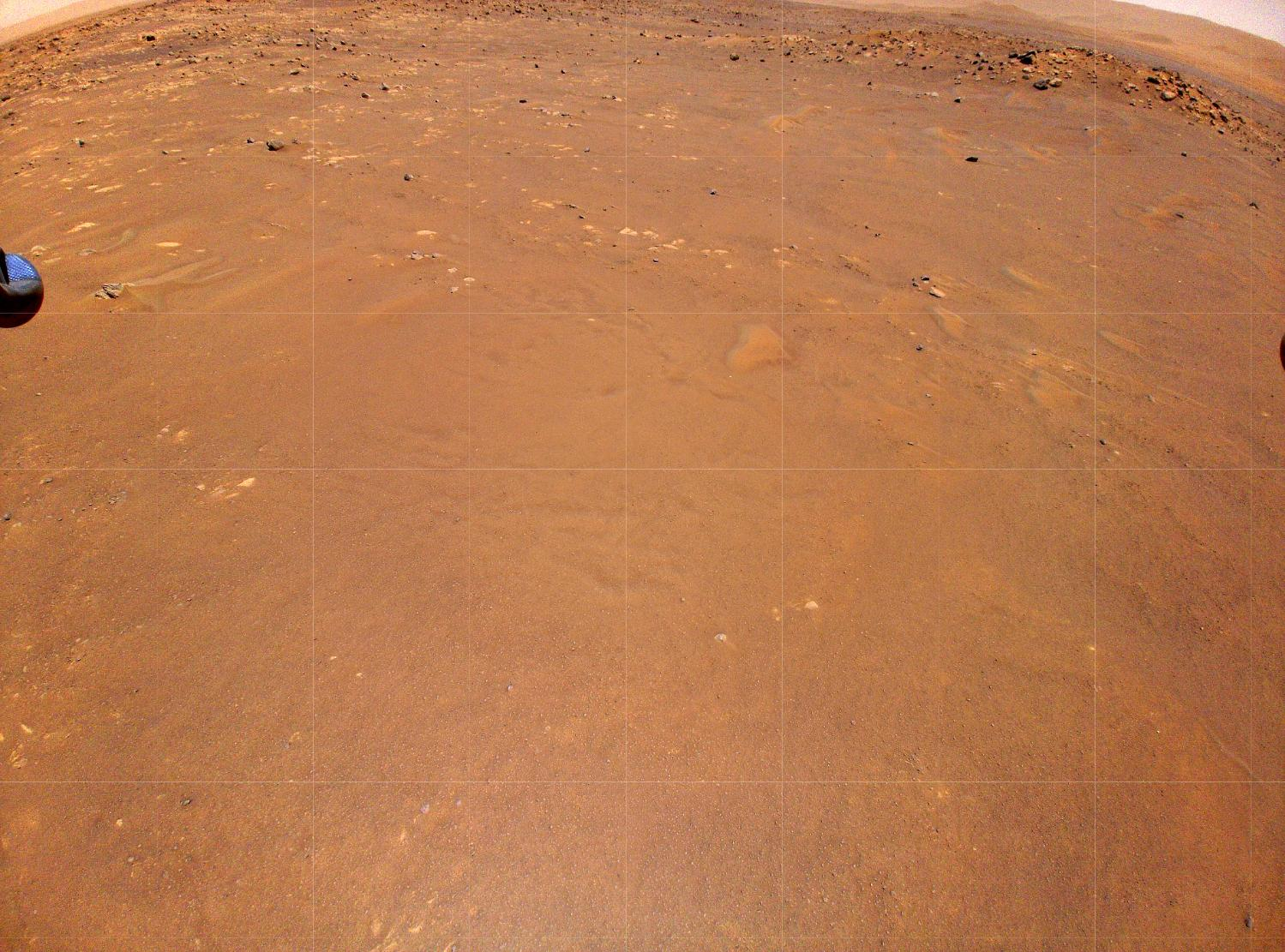
Imatge del nou lloc d'enlairament durant el quart vol (30 d'abril 2021)
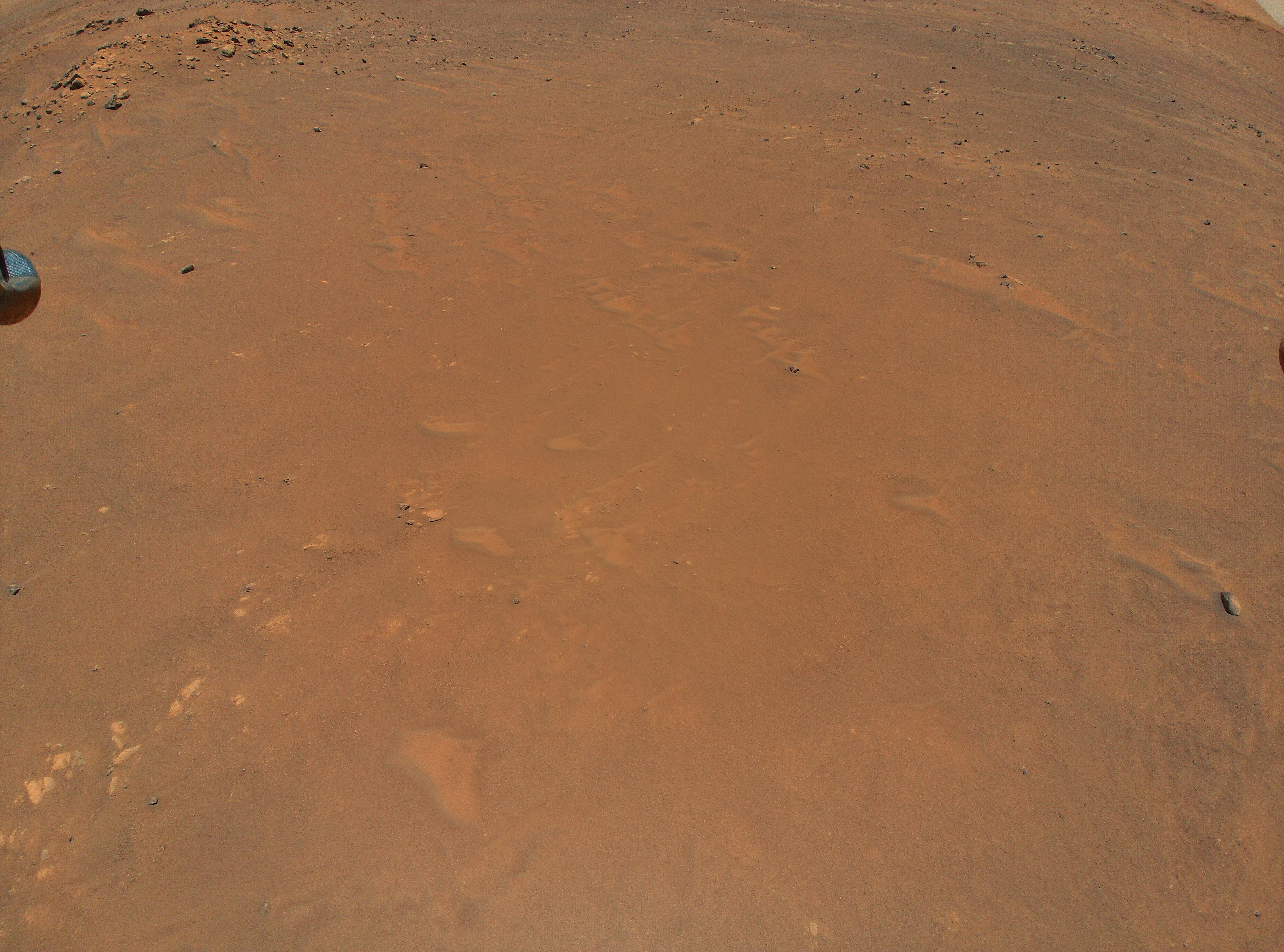
Imatge a 10 metres d'alçada durant el cinquè vol (7 de maig 2021)
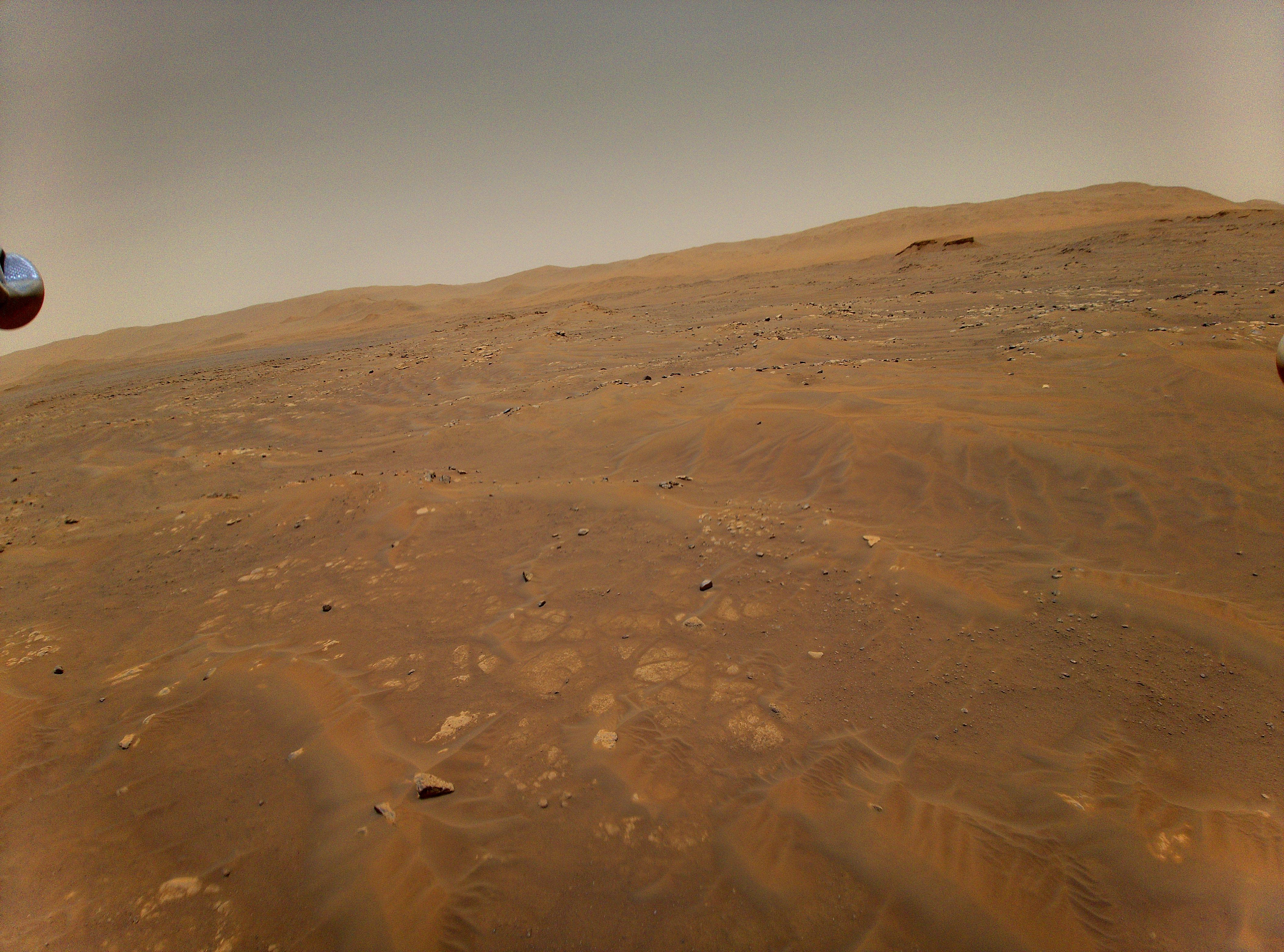
Imatge a 10 metres d'alçada durant el sisè vol, mirant cap al cràter Jezero (22 de maig 2021)
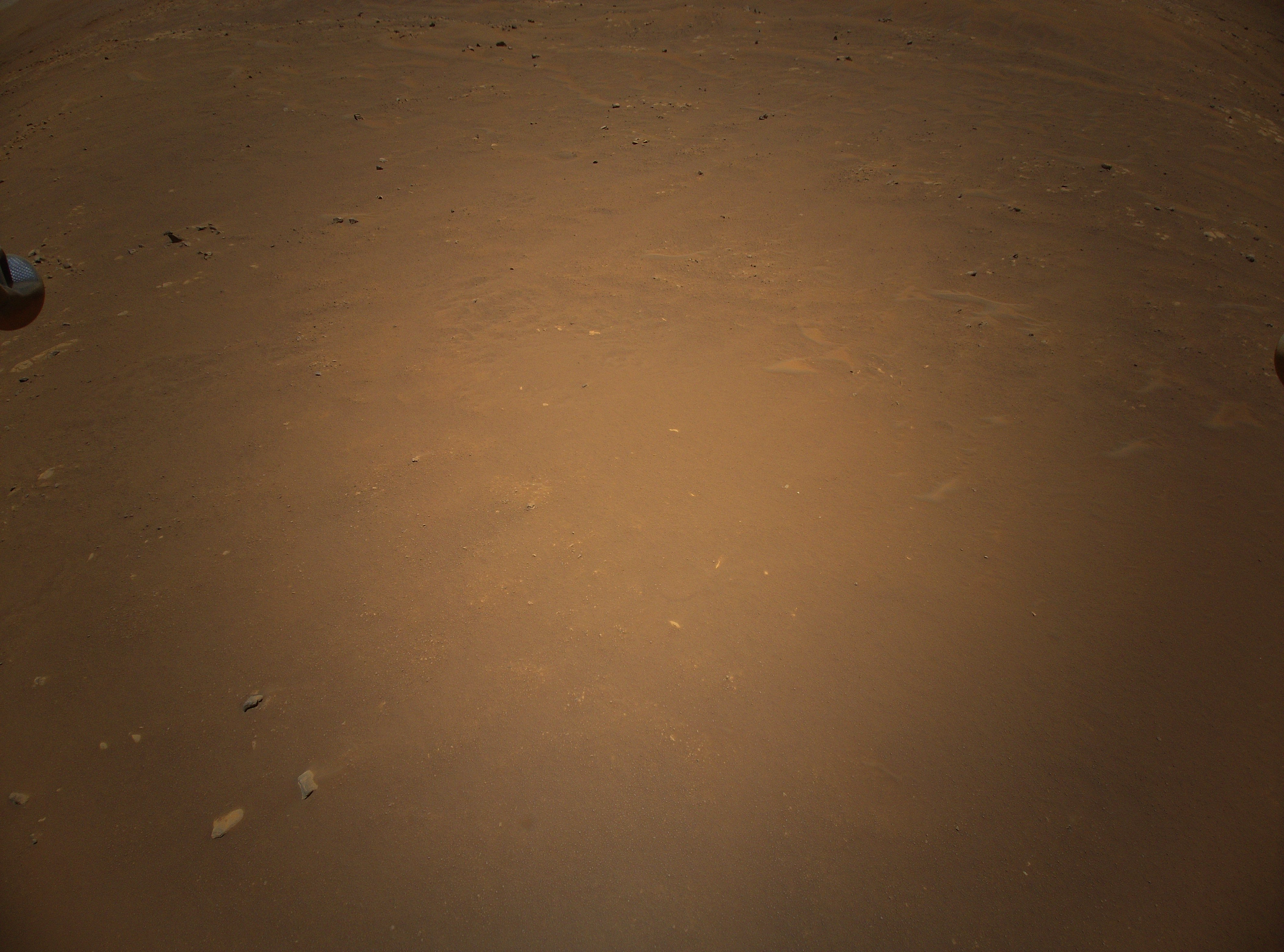
Primera anomalia en vol durant el sisè vol (22 de maig 2021)
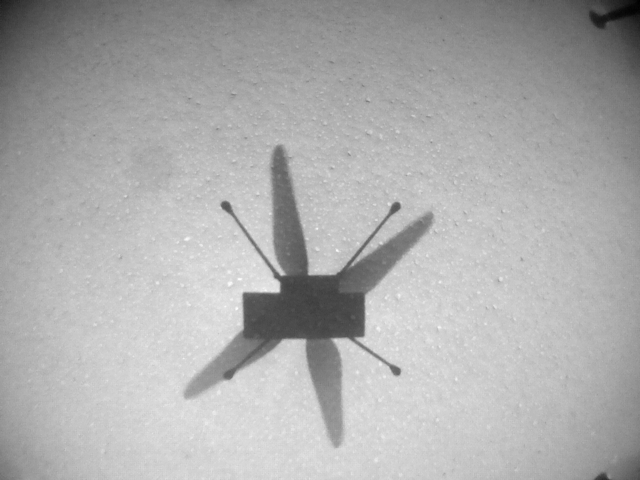
Ombra d'Ingenuity durant el setè vol (8 de juny 2021)
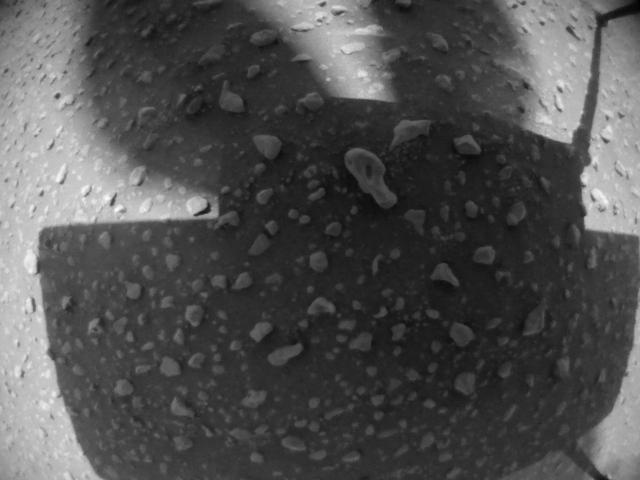
Ombra després de l'aterratge del vuitè vol (22 juny 2021)
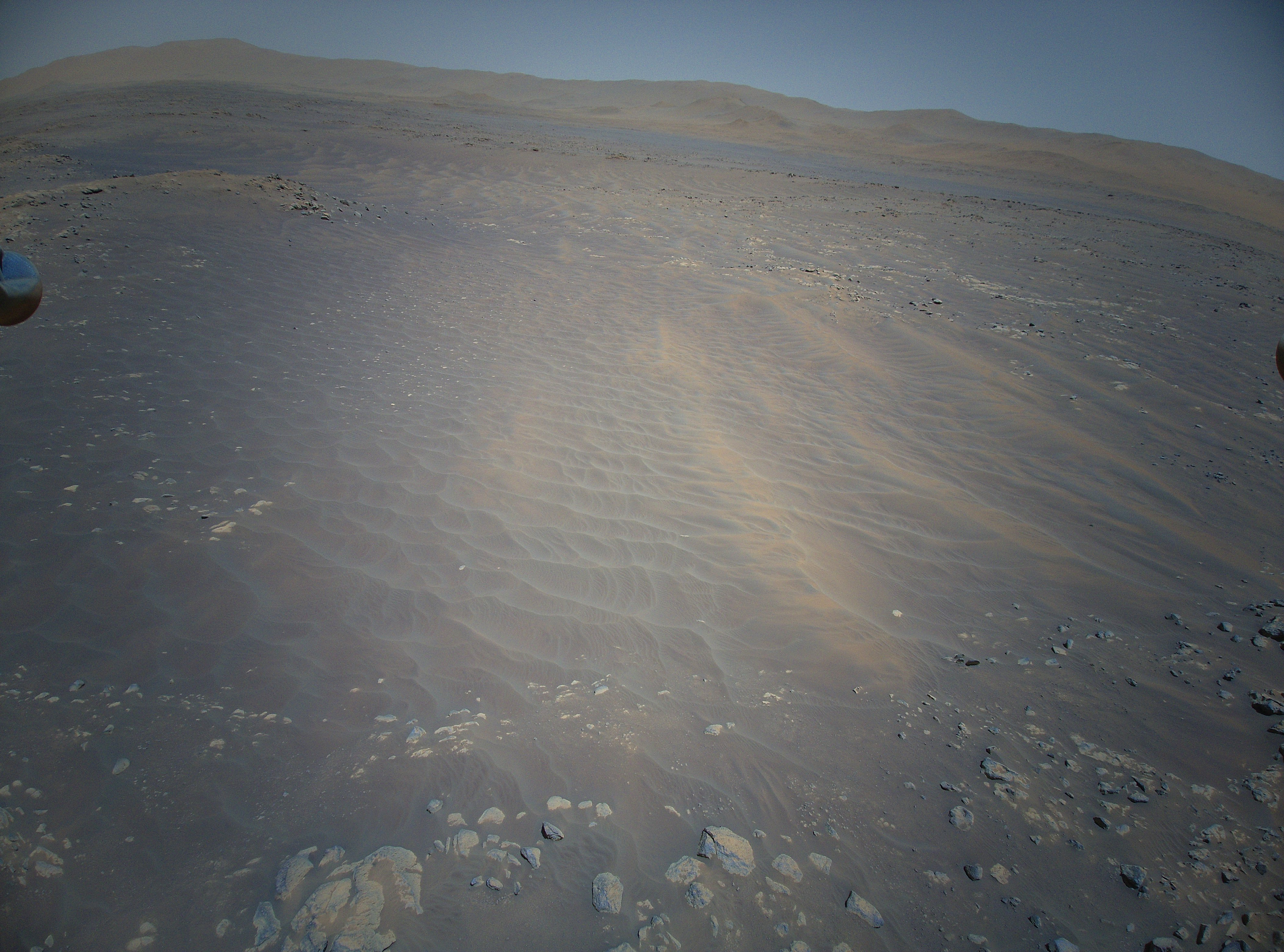
Novè vol sobre el cràter Jezero (5 juliol 2021)
Animació amb les imatges del novè vol (5 juliol 2021)
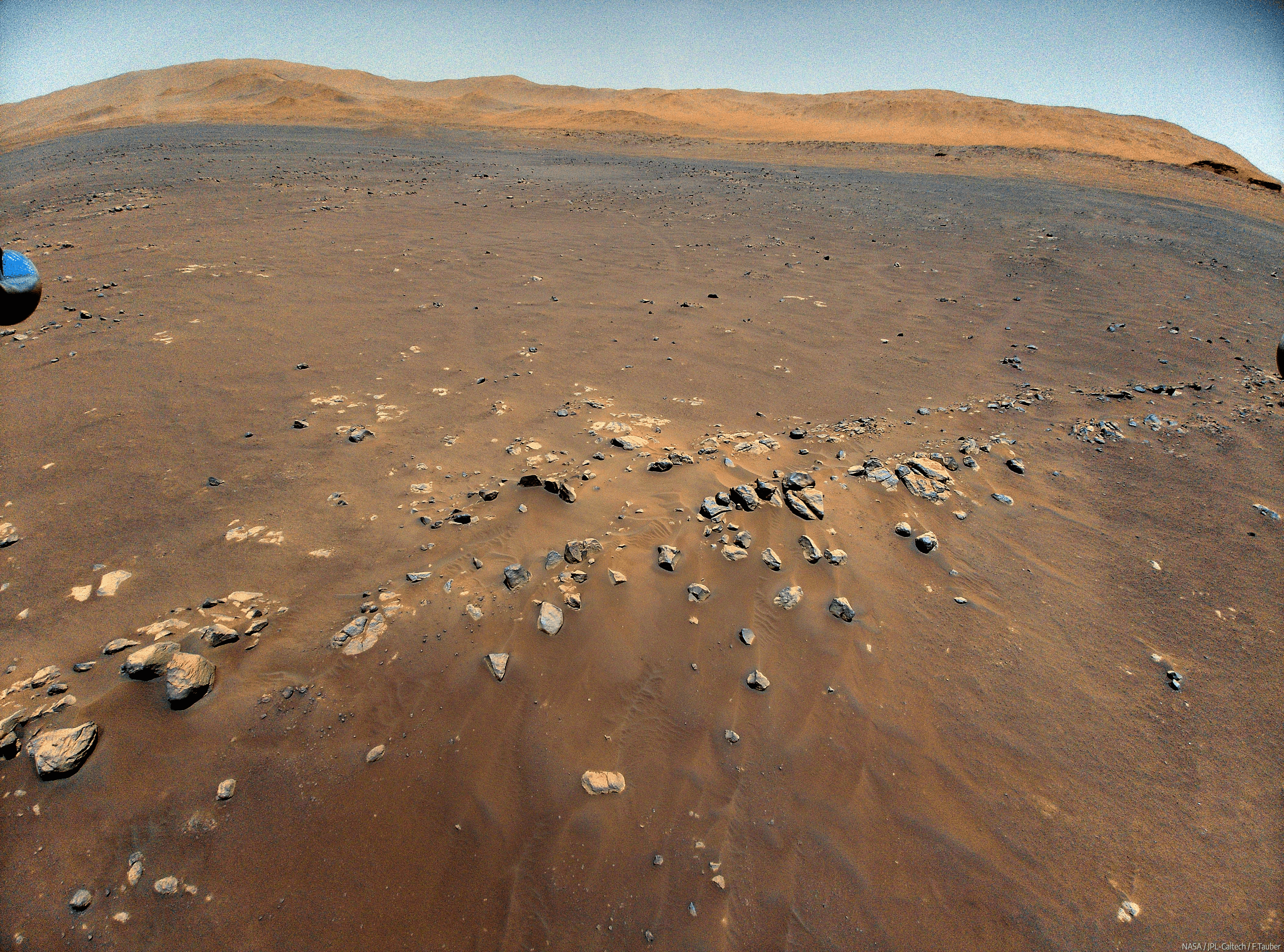
Imatde durant el desè vol (24 juliol 2021)
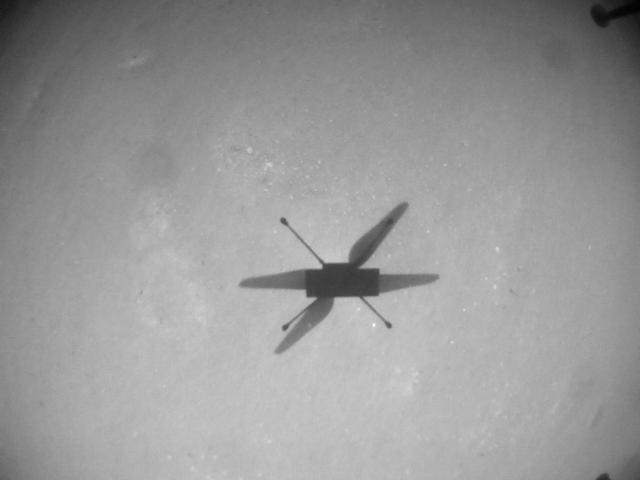
Abans d'aterrar durant el desè vol (24 juliol 2021)
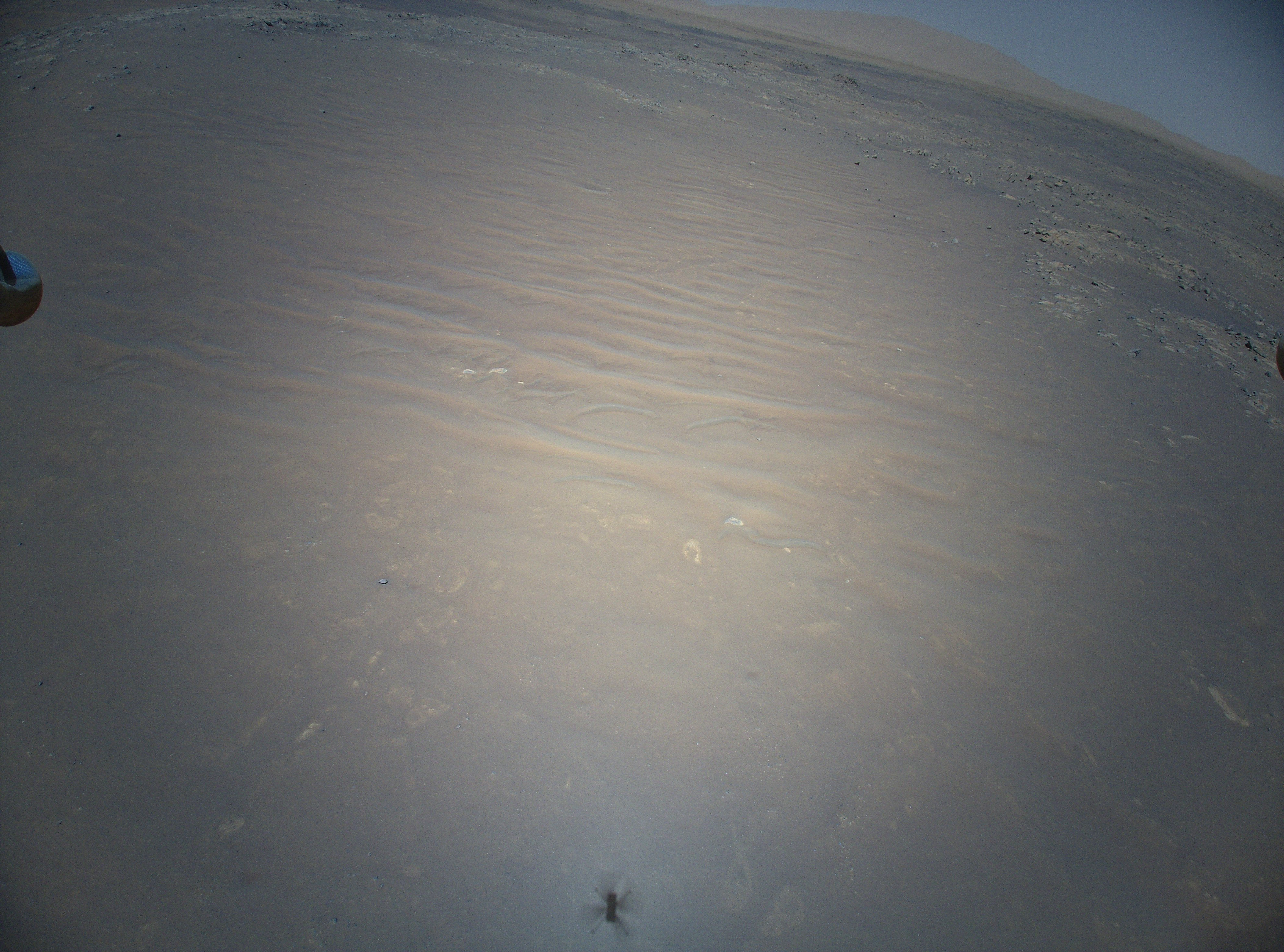
Oncè vol sobre el cràter Jezero (5 agost 2021
Perseverance en la llunyania durant l'oncè vol (5 agost 2021)
10 imatges preses al llarg de la ruta de l'oncè vol 5 agost 2021)
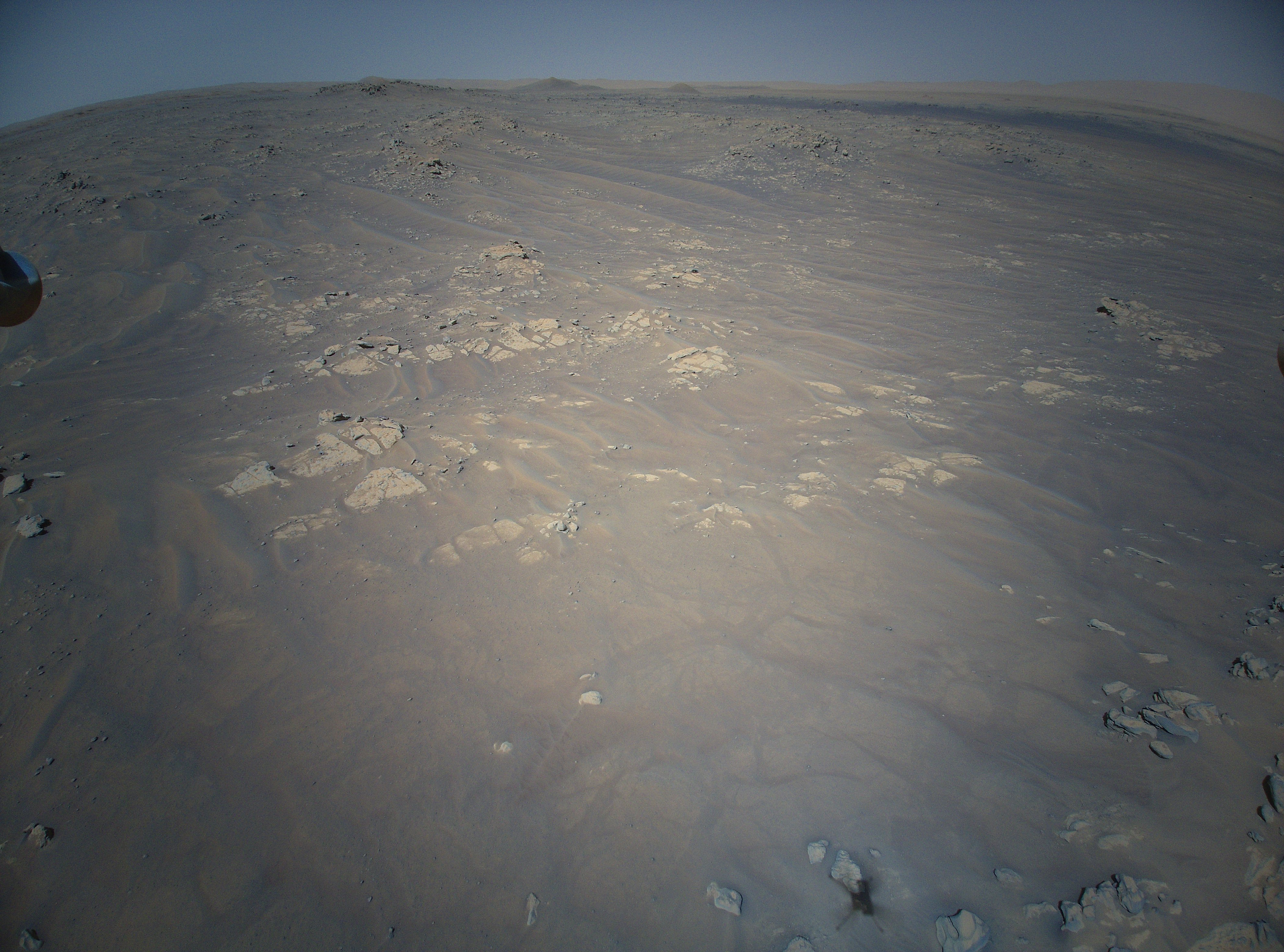
Vista del cràter Jezero durant el dotzè vol (16 d'agost)

### Vídeos dels vols de prova
- Primer vol (19-04-2021)
- Segon vol (22-04-2021)
- Tercer vol (25-04-2021)
- Quart vol (30-04-2021)

### Àrees dels vols de prova
Proves de l'helicòpter Mars Ingenuity i les seues localitzacions

### Autoretrats
Autoretrat de Perseverance de la missió Mars 2020 en el cràter Jezero en Mart amb l'helicòpter Ingenuity al fons.